# Utaxatax newelli
Utaxatax newelli är en kvalsterart som beskrevs av Herbert Habeeb 1964. Utaxatax newelli ingår i släktet Utaxatax och familjen Anisitsiellidae. Inga underarter finns listade i Catalogue of Life.